# Peridroma rufata
Peridroma rufata là một loài bướm đêm trong họ Noctuidae.